# Hellingerabstand
Der Hellingerabstand, auch Hellingermetrik genannt, ist eine Metrik für Wahrscheinlichkeitsmaße, die sich durch Wahrscheinlichkeitsdichten darstellen. Er steht im engen Zusammenhang mit dem Totalvariationsabstand und erlaubt beispielsweise, aufgrund des Abstandes zweier Wahrscheinlichkeitsmaße Rückschlüsse zu ziehen, ob diese singulär zueinander sind.
Er wurde 1909 von Ernst Hellinger im Rahmen der Funktionalanalysis eingeführt.

## Definition
Gegeben seien zwei Wahrscheinlichkeitsmaße {\displaystyle P_{1}} und {\displaystyle P_{2}} auf dem Ereignisraum {\displaystyle (X,{\mathcal {A}})}, die beide absolut stetig bezüglich eines σ-endlichen Maßes {\displaystyle \mu } sind und somit die Dichtefunktionen {\displaystyle f_{1}} und {\displaystyle f_{2}} bezüglich des Maßes {\displaystyle \mu } haben. Der Hellingerabstand ist dann definiert als
{\displaystyle H(P_{1},P_{2})=\left({\frac {1}{2}}\int _{X}|{\sqrt {f_{1}}}-{\sqrt {f_{2}}}|^{2}\mathrm {d} \mu \right)^{\tfrac {1}{2}}}.

## Eigenschaften
- Es ist stets {\displaystyle H(P_{1},P_{2})\in [0,1]}.
- Es ist {\displaystyle H(P_{1},P_{2})=1} genau dann, wenn {\displaystyle P_{1}\perp P_{2}}, also wenn die Wahrscheinlichkeitsmaße singulär zueinander sind.
- Es ist {\displaystyle H(P_{1},P_{2})=0} genau dann, wenn {\displaystyle P_{1}=P_{2}}.
- Für Produkte von Wahrscheinlichkeitsmaßen gilt

{\displaystyle 1-H^{2}\left(\bigotimes _{i=1}^{n}P_{i},\bigotimes _{i=1}^{n}Q_{i}\right)=\prod _{i=1}^{n}(1-H^{2}(P_{i},Q_{i}))}.
Daraus folgt dann für Produktmaße
{\displaystyle 1-H^{2}(P^{\otimes n},Q^{\otimes n})=(1-H^{2}(P,Q))^{n}}.
Also sind Produktmaße asymptotisch immer singulär oder stimmen überein.
- Bezeichnet {\displaystyle \Vert \cdot \Vert _{TV}} die Totalvariationsnorm, so gilt

{\displaystyle H^{2}(P_{1},P_{2})\leq {\tfrac {1}{2}}\Vert P_{1}-P_{2}\Vert _{TV}\leq {\sqrt {2}}H(P_{1},P_{2})}.
- Totalvariationsnorm und Hellingerabstand sind äquivalent zueinander, sie erzeugen also dieselbe Topologie.